# Veliki orijent Italije
Veliki orijent Italije (tali. Grande Oriente d'Italia), skraćeno GOI, je regularna i najstarija slobodnozidarska velika loža u Italiji, osnovana 1805. godine u vrijeme Napoleonske Italije. 

## Povijest
Veliki orijent Italije je osnovan 20. lipnja 1805. godine u Milanu na inicijativu potkralja Eugèna de Beauharnaisa, koji je bio i prvi veliki majstor. Tijekom 1864. godine veliki majstor je bio i Giuseppe Garibaldi. 
Veliki Orijent Italije priznat je od strane Ujedinjene velike lože Engleske 1972. godine. Nakon toga, gotovo sve ostale glavne regularne velike lože diljem svijeta priznale su ga. Godine 1974., Katolička Crkva ublažila je svoj dugogodišnji strogi stav prema slobodnom zidarstvu, koji je bio podržan brojnim papinskim bulama protiv masona. Ipak, ovaj pozitivan ishod ozbiljno je ugrožen 1976. i 1977. kada su neosnovani i dugotrajni napadi sekularnog tiska u Italiji protiv masonerije izazvali zabrinutost u svjetskim masonskim krugovima. Zbog toga su neke američke velike lože privremeno povukle svoje priznanje.
Godine 1980. izbio je skandal povezan s Ložom "Propaganda Due" (P2) u Italiji, što je dovelo do pada tadašnje vlade premijra Arnalda Forlanija. Otkriveno je da je ova nelegitimna loža, koja je bila uključena u političke i kriminalne zavjere, izvorno bila pod okriljem Velikog orijenta Italije, ali je suspendirana 1976. godine. Iako je ovo objašnjenje zadovoljilo ostale velike lože, afera P2 donijela je negativan publicitet slobodnim zidarima diljem svijeta te je dovela do toga da je Vatikan ponovno pooštrio svoj stav prema masoneriji, nakon ranijeg ublažavanja 1974. godine. Unatoč tim poremećajima, važno je naglasiti da Veliki orijent Italije nije imao nikakvu umiješanost u te događaje.
Godine 1993., tadašnji veliki majstor Velikog orijenta Italije, Giuliano Di Bernardo, zbog navodnih nepravilnosti u radu organizacije, odvojio se i osnovao Regularnu veliku ložu Italije. Velike lože Engleske, Irske, Škotske i nekoliko drugih povukle su priznanje Velikog orijenta Italije te su priznale novu Regularnu veliku ložu Italije. Međutim, gotovo bez iznimke, velike lože Amerike, Kanade, Australije i većine drugih zemalja nisu slijedile ovaj primjer te su nastavile održavati prijateljske odnose s Velikim orijentom Italije.
U ožujku 2023. godine Veliki orijent Italije je ponovno priznat kao regularna velika loža od strane Ujedinjene velike lože Engleske.

### Formiranje drugih velikih loža
Veliki orijent Italije je posebice bio aktivan na planu uspostave slobodnog zidarstva u drugim zemljama. Tako su osnovane Velika loža Grčke (1867.), Nacionalna velika loža Poljske (1991.), Nacionalna velika loža Rumunjske (1993.), Najuzvišenija velika loža Republike San Marino (2003.) i Velika loža Albanije (2011.).

## Organizacija
Sjedište Velikog orijenta Italije je u Rimu.

### Lože
U lipnju 2024. godine Veliki orijent Italije ima 877 loža raspoređenih u 17 pokrajinskih kolegija starješina po talijanskim regijama.
- Pokrajinski kolegij starješina Abruzza i Molise (Collegio circoscrizionale dei Maestri Venerabili dell'Abruzzo – Molise) – nadležan za Abruzzo i Molise gdje administrira 15 loža.[3]
- Pokrajinski kolegij starješina Kalabrije (Collegio circoscrizionale dei Maestri Venerabili della Calabria) – nadležan za Kalabriju gdje administrira 77 loža.[4][5]
- Pokrajinski kolegij starješina Kampanije i Lukanije (Collegio circoscrizionale dei Maestri Venerabili della Campania – Lucania) – nadležan za Kampaniju i Basilicatu gdje administrira 53 lože.[6]
- Pokrajinski kolegij starješina Emilije Romagne (Collegio circoscrizionale dei Maestri Venerabili dell'Emilia-Romagna) – nadležan za Emilia-Romagna gdje administrira 42 lože.[7][8]
- Pokrajinski kolegij starješina Furlanije-Julijske krajine (Collegio circoscrizionale dei Maestri Venerabili del Friuli Venezia Giulia) – nadležan za Furlaniju-Julijsku krajinu gdje administrira 15 loža.[9][10]
- Pokrajinski kolegij starješina Lacija (Collegio circoscrizionale dei Maestri Venerabili del Lazio) – nadležan za Lacij gdje administrira 71 ložu.[11][12]
- Pokrajinski kolegij starješina Ligurije (Collegio circoscrizionale dei Maestri Venerabili della Liguria) – nadležan za Liguriju gdje administrira 44 lože.[13]
- Pokrajinski kolegij starješina Lombardije (Collegio circoscrizionale dei Maestri Venerabili della Lombardia) – nadležan za Lombardiju gdje administrira 77 loža.[14][15]
- Pokrajinski kolegij starješina Marke (Collegio circoscrizionale dei Maestri Venerabili delle Marche) – nadležan za Marke gdje administrira 33 lože.[16][17]
- Pokrajinski kolegij starješina Pijemonta i Doline Aosta (Collegio circoscrizionale dei Maestri Venerabili del Piemonte – Valle d'Aosta) – nadležan za Pijemont i Valle d'Aosta gdje administrira 81 ložu.[18][19]
- Pokrajinski kolegij starješina Apulije (Collegio circoscrizionale dei Maestri Venerabili della Puglia) – nadležan za Apuliju te administrira 42 lože.[20]
- Pokrajinski kolegij starješina Sardinije (Collegio circoscrizionale dei Maestri Venerabili della Sardegna) – nadležan za Sardiniju gdje administrira 51 ložu.[21][22]
- Pokrajinski kolegij starješina Sicilije (Collegio circoscrizionale dei Maestri Venerabili della Sicilia) – nadležan za Siciliju gdje administrira 100 loža.[23][24]
- Pokrajinski kolegij starješina Toskane (Collegio circoscrizionale dei Maestri Venerabili della Toscana) – nadležan za Toskanu gdje administrira 115 loža.[25][26]
- Pokrajinski kolegij starješina Trentina-Južnog Tirola (Collegio circoscrizionale dei Maestri Venerabili del Trentino Alto Adige) – nadležan za Trentino-Južni Tirol gdje administrira pet loža.[27]
- Pokrajinski kolegij starješina Umbrije (Collegio circoscrizionale dei Maestri Venerabili dell'Umbria) – nadležan za Umbriju gdje administrira 36 loža.[28][29]
- Pokrajinski kolegij starješina Veneta (Collegio circoscrizionale dei Maestri Venerabili del Veneto) – nadležan za Veneto gdje administrira 20 loža.[30]

### Uprava
Velikim orijentom Italije upravlja veliki majstor (Gran Maestro) koji se bira na petogodišnje razdoblje. Dosadašnji veliki majstori su:
1. Eugène de Beauharnais (1805. – 1814.)[b]
2. Filippo Delpino (1859. – 1860.)[c]
3. Livio Zambeccari (1860.)[d]
4. Felice Govean (1860.)[e]
5. Costantino Nigra (1861. – 1862.)[f]
6. Livio Zambeccari (1861. – 1862.)[d]
7. Filippo Cordova (1862. – 1863.) – I. put
8. Celestino Peroglio (1863. – 1864.)
9. Giuseppe Garibaldi (1864.)
10. Francesco De Luca (1864. – 1867.)
11. Filippo Cordova (1867.) – II. put
12. Lodovico Frapolli (1867. – 1870.)
13. Giuseppe Mazzoni (1870. – 1880.)
14. Giuseppe Petroni (1880. – 1885.)
15. Adriano Lemmi (1885. – 1896.)
16. Ernesto Nathan (1896. – 1904.) – I. put
17. Ettore Ferrari (1904. – 1917.)
18. Ernesto Nathan (1917. – 1919.) – II. put
19. Domizio Torrigiani (1919. – 1932.)[g]
20. Eugenio Chiesa (1930.)[h]
21. Arturo Labriola (1930. – 1931.)[i]
22. Alessandro Tedeschi (1931. – 1940.)[j]
23. Davide Augusto Albarin (1940. – 1944.)[k]
24. Majstorsko povjerenstvo (1944. – 1945.)[l]
25. Guido Laj (1945. – 1948.)
26. Umberto Cipollone (v.d. 1949.)
27. Ugo Lenzi (1949. – 1953.)
28. Carlo Speranza (v.d. 1953.)
29. Publio Cortini (1953. – 1956.)
30. Umberto Cipollone (1957. – 1960.)
31. Giorgio Tron (1960. – 1961.)
32. Corrado Mastrocinque (v.d. 1961.)
33. Giordano Gamberini (1961. – 1970.)
34. Lino Salvini (1970. – 1978.)
35. Ennio Battelli (1978. – 1982.)
36. Armando Corona (1982. – 1990.)
37. Giuliano Di Bernardo (1990. – 1993.)[m]
38. Regenti (1993.)[n]
39. Virgilio Gaito (1993. – 1999.)
40. Gustavo Raffi (1999. – 2014.)
41. Stefano Bisi (2014. – 2024.)
42. Antonio Seminario (od 2024.)

### Međunarodna suradnja
Regularna velika loža sudjeluje u radu Svjetske konferencije regularnih masonskih velikih loža, kao i Međuameričke masonske konfederacije. Također, potpisala je povelje o prijateljstvu i međusobnom priznavanju s preko 190 regularnih velikih loža.

### Obredi
Veliki orijent Italije upravlja simboličkim stupnjevima plave lože (učenik, pomoćnik i majstor) i delegira upravljanje visokim stupnjevima na dodatna tijela i redove. Obredi koji se rade u plavoj loži su:
- Talijanski simbolički obred – izvorni obred Velikog orijenta Italije
- Drevni i prihvaćeni škotski obred (samo prva tri stupnja).
- Yorčki obred (samo prva tri stupnja).
- Moderni (francuski) obred (samo prva tri stupnja).
- Egipatski obred (samo prva tri stupnja).

## Pridružena tijela i redovi
Upravljanje visokim stupnjevima Veliki orijent Italije provodi kroz pridružena tijela i redove od kojih svaki predstavlja jedan obred a na temelju potpisanih konkordata. Ova tijela i redovi su:
- Vrhovno vijeće 33. i posljednjeg stupnja Drevnog i prihvaćenog Škotskog reda za talijansku masonsku jurisdikciju (tali. Supremo Consiglio del 33 ed ultimo grado del Rito Scozzese Antico ed Accettato per la Giurisdizione Massonica Italiana) – nadležno za rad Škotskog obreda.[36]
- Suvereno utočište Italije Orijentalnog masonskog reda drevnog i primitivnog obreda Memfisa i Mizraima (Sovrano Santuario Italiano di Ordine Massonico Regolare Orientale del Rito Antico e Primitivo di Memphis e Misraim) – nadležno za rad Memfisa-Mizraima.[37][38]
- Yorčki red djeluje kroz tri primarna tijela: 
  - Veliki kapitel slobodnih zidara kraljevskog luka Italije (Gran Capitolo dei Liberi Muratori dell'Arco Reale in Italia) – nadležan za rad kraljevskog luka.[39]
  - Veliki koncil slobodnih zidara kripte Italije (Gran Concilio dei Massoni Criptici d'Italia) – nadležan za rad kripte.
  - Veliko zapovjedništvo vitezova templara Italije (Gran Commenda dei Cavalieri Templari d'Italia) – nadležan za rad vitezova templara.[40]
- Velika imperijalna konklava za Italiju Slobodnozidarskog i vojnog reda crvenog križa cara Konstatina i redova svetog Groba i svetog Ivana Evanđelista (Gran Conclave Imperiale per l’Italia dell’Ordine Massonico e Militare della Croce Rossa di Costantino ed Ordini collegati del Santo Sepolcro e di San Giovanni Evangelista) – nadležna za rad reda Crvenog križa cara Konstatina.[41]
- Veliki priorat Italije Ispravljenog škotskog obreda (Gran Priorato d’Italia del Regime Scozzese Rettificato) – nadležan za rad Ispravljenog škotskog obreda.
- Pridružena tijela i redovi koji imaju svoje jedinice u Italiji:
  -  Rozenkrojcersko društvo Portugala (Sociedade Rosacruz na Lusitânia; lat. Societas Rosicruciana in Lusitania) – nadležno za rad Rozenkrojcerskog društva.[42]
  -  Veliki kolegij Amerike za Svećenike vitezove templare Svetog kraljevskog luka (engl. Grand College of America for Holy Royal Arch Knight Templar Priests) – nadležan za rad Svećenika vitezova templara Svetog kraljevskog luka.[43]
  -  Šrajnerski centar "Emirat" Međunarodnog reda Šrajnera (engl. Emirat Shriners Chapter of Shriners International) – nadležan za rad Šrajnera.[44][45]

Vrhovno vijeće Italije je član Europske konfederacije vrhovnih vijeća (engl. European Confederation of Supreme Councils).

## Lože u Hrvatskoj
Veliki orijent Italije je u dva navrata imao nekoliko loža na području današnje Hrvatske, i to:
- Loža "Eugen Napoleon" u Zadru – osnovana je 1806. godine i do 1809. godine radila je pod zaštitom Velikog orijenta Italije, a nakon toga pod zaštitom Velikog orijenta Francuske. Prestala je raditi 1813. godine nakon poraza Napoleona u bitci kod Leipziga, a imala je više od 30 članova.[48]
- Loža "Sirius" u Rijeci – osnovana je 1901. godine i do 1919. godine radila je pod zaštitom Velike simboličke lože Ugarske, a nakon toga pod zaštitom Velikog orijenta Italije. Prestala je raditi 1924. godine zbog zabrane slobodnog zidarstva u Italiji.